# Ille Chikly
Chikly és un illot a la part nord del llac de Tunis, governació de Tunis, delegació de Bab Bahr, Tunísia, amb una superfície de 3,5 hectàrees. A l'illot hi ha un antic fortí espanyol del segle xvi que ha estat declarat patrimoni cultural nacional i propietat del Ministeri de Cultura de Tunísia. Una restauració s'ha fet amb participació de l'estat espanyol i Tunísia. A l'illa hi venen a l'hivern nombrosos ocells i constitueix una reserva natural per a la protecció de les zona de nius d'algunes aus creada per ordre ministerial de 18 de desembre de 1993; la seva vida marina ha estat declarada protegida per la Convenció de Barcelona des de 1993.